# Laval-en-Laonnois
Pour les articles homonymes, voir Laval.
Laval-en-Laonnois est une commune française située dans le département de l'Aisne, en région Hauts-de-France.

## Géographie
1. Carte dynamique
2. Carte OpenStreetMap
3. Carte topographique
4. Carte avec les communes environnantes

|                        | Etouvelles        |                    |
| Royaucourt-et-Chailvet | Laval-en-Laonnois | Presles-et-Thierny |
| Urcel                  | Monampteuil       | Lierval            |

### Hydrographie
La commune est située dans le bassin Seine-Normandie. Elle est drainée par l'Ardon, le cours d'eau 01 de la commune de Laval-en-Laonnais, le cours d'eau 01 de la commune de Nouvion-le-Vinieux, le fossé 02 de la commune d'Etouvelles et divers bras de l'Ardon,,.
L'Ardon, d'une longueur de 11 km, prend sa source dans la commune de Laon et se jette  dans l'Ailette en limite des communes de Royaucourt-et-Chailvet et de Chavignon, après avoir traversé huit communes.

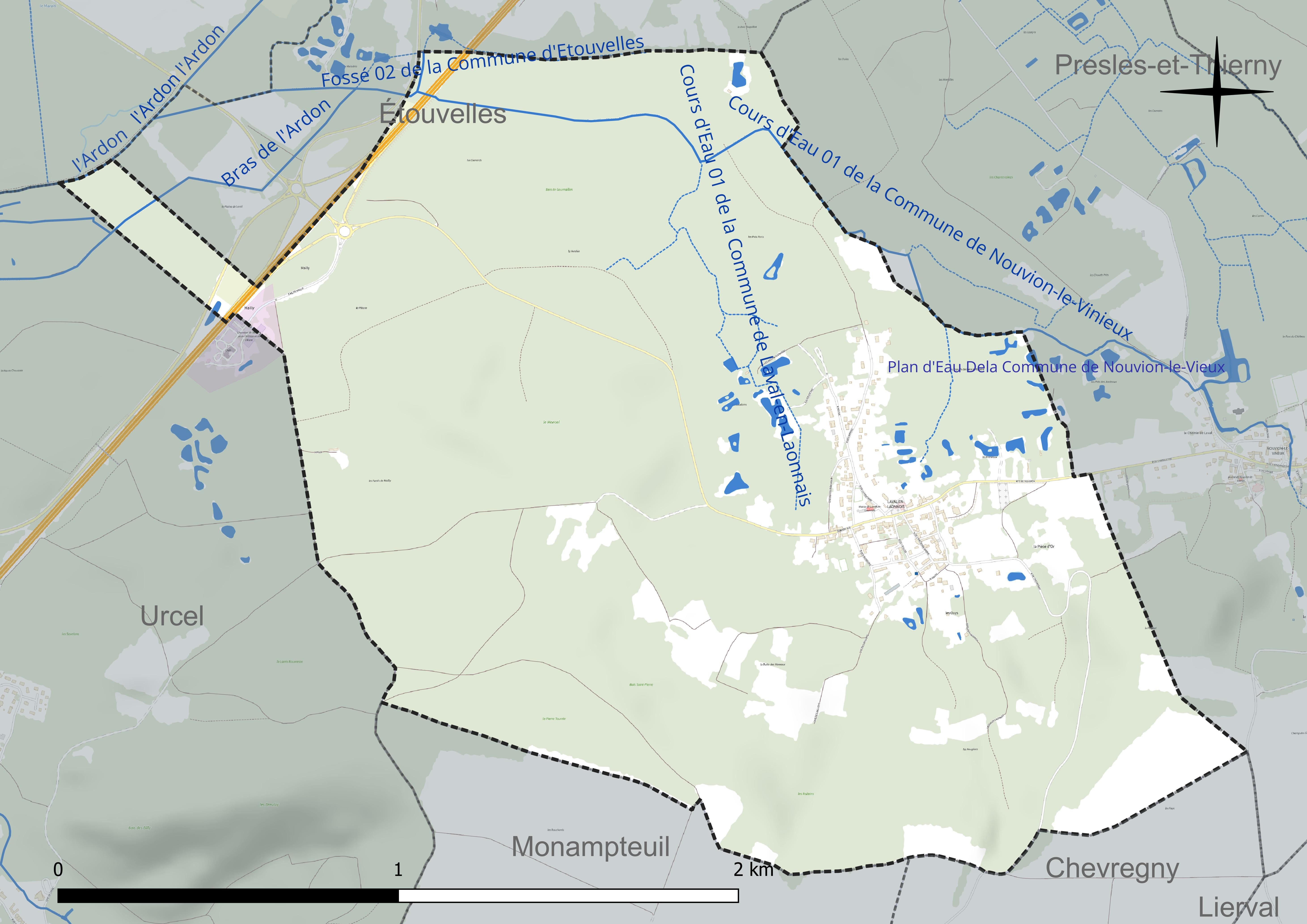
Réseau hydrographique de Laval-en-Laonnois.

### Climat
Pour des articles plus généraux, voir Climat des Hauts-de-France et Climat de l'Aisne.
En 2010, le climat de la commune est de type climat océanique dégradé des plaines du Centre et du Nord, selon une étude du CNRS s'appuyant sur une série de données couvrant la période 1971-2000. En 2020, Météo-France publie une typologie des climats de la France métropolitaine dans laquelle la commune est exposée à un climat océanique altéré et est dans la région climatique Nord-est du bassin Parisien, caractérisée par un ensoleillement médiocre, une pluviométrie moyenne régulièrement répartie au cours de l'année et un hiver froid (3 °C).
Pour la période 1971-2000, la température annuelle moyenne est de 10,6 °C, avec une amplitude thermique annuelle de 15,1 °C. Le cumul annuel moyen de précipitations est de 711 mm, avec 11,5 jours de précipitations en janvier et 8,2 jours en juillet. Pour la période 1991-2020, la température moyenne annuelle observée sur la station météorologique la plus proche, située sur la commune de Martigny-Courpierre à 6 km à vol d'oiseau, est de 10,7 °C et le cumul annuel moyen de précipitations est de 734,4 mm,. Pour l'avenir, les paramètres climatiques de la commune estimés pour 2050 selon différents scénarios d'émission de gaz à effet de serre sont consultables sur un site dédié publié par Météo-France en novembre 2022.

## Urbanisme

### Typologie
Au 1er janvier 2024, Laval-en-Laonnois est catégorisée commune rurale à habitat dispersé, selon la nouvelle grille communale de densité à 7 niveaux définie par l'Insee en 2022.
Elle est située hors unité urbaine. Par ailleurs la commune fait partie de l'aire d'attraction de Laon, dont elle est une commune de la couronne,. Cette aire, qui regroupe 106 communes, est catégorisée dans les aires de 50 000 à moins de 200 000 habitants,.

### Occupation des sols
L'occupation des sols de la commune, telle qu'elle ressort de la base de données européenne d'occupation biophysique des sols Corine Land Cover (CLC), est marquée par l'importance des forêts et milieux semi-naturels (88,7 % en 2018), en diminution par rapport à 1990 (92,5 %). La répartition détaillée en 2018 est la suivante : 
forêts (88,7 %), zones agricoles hétérogènes (6,3 %), terres arables (3,5 %), prairies (1,6 %).
L'évolution de l'occupation des sols de la commune et de ses infrastructures peut être observée sur les différentes représentations cartographiques du territoire : la carte de Cassini (XVIIIe siècle), la carte d'état-major (1820-1866) et les cartes ou photos aériennes de l'IGN pour la période actuelle (1950 à aujourd'hui).

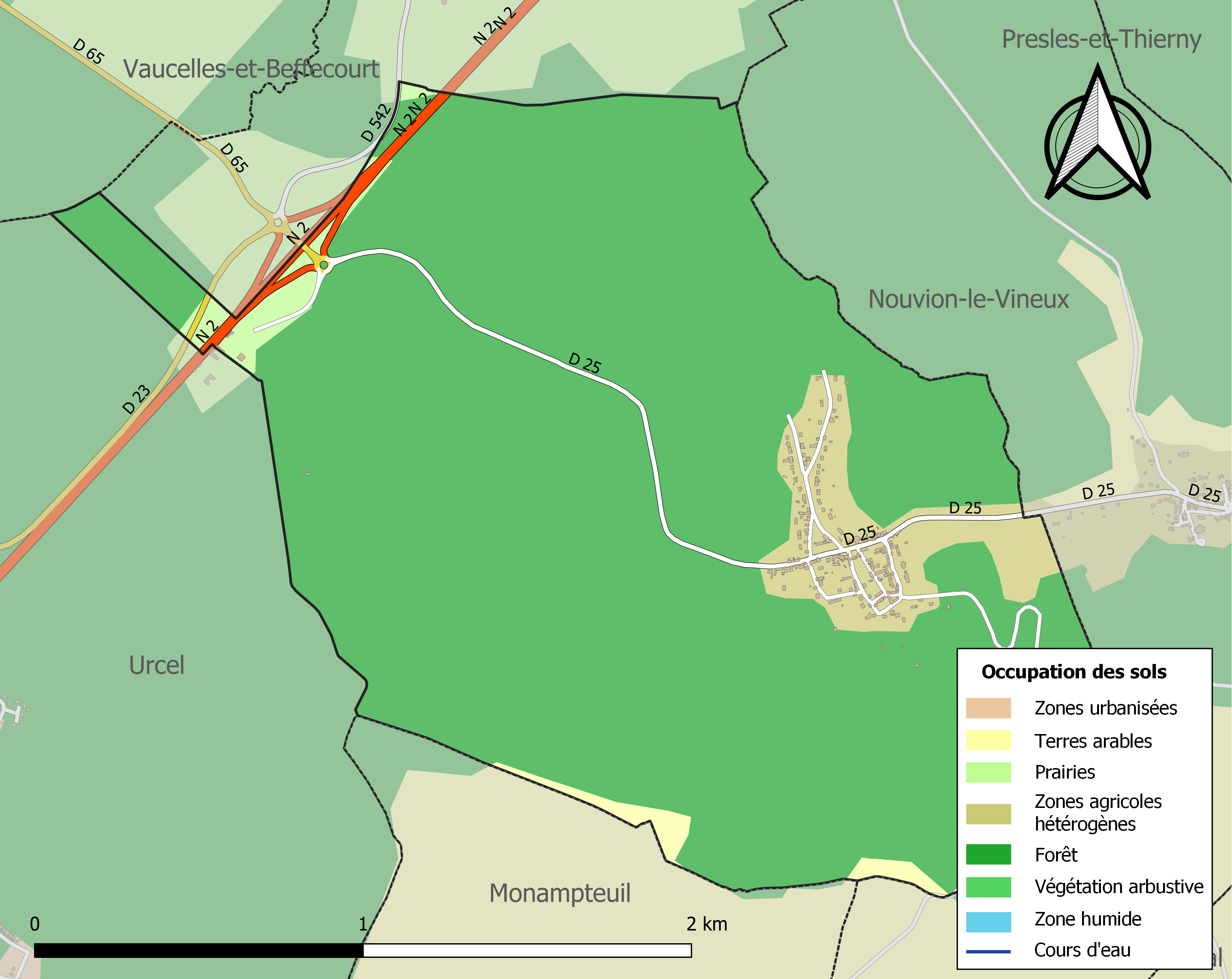
Carte de l'occupation des sols de la commune en 2018 (CLC).

## Toponymie
Le nom de la localité est attesté sous les formes In territorio de Laval (1238) ; Laval-en-Laonnois (1545).
Laval est une appellation avec agglutination de l'article, pour l'aval, du préfixe latin ad- (« vers ») et valles (« vallée »).
Le Laonnois est un « pays » et une petite région naturelle du département de l'Aisne, centré autour de la ville de Laon et délimitée par l'Oise, l'Ailette et l'Aisne. Son territoire est issu du Pagus Laudunensis, gallo-romain, qui donnera le diocèse de Laon.

## Politique et administration

### Découpage territorial
La commune de Laval-en-Laonnois est membre de la communauté d'agglomération du Pays de Laon, un établissement public de coopération intercommunale (EPCI) à fiscalité propre créé le 1er janvier 2014 dont le siège est à Aulnois-sous-Laon. Ce dernier est par ailleurs membre d'autres groupements intercommunaux.
Sur le plan administratif, elle est rattachée à l'arrondissement de Laon, au département de l'Aisne et à la région Hauts-de-France. Sur le plan électoral, elle dépend du  canton de Laon-2 pour l'élection des conseillers départementaux, depuis le redécoupage cantonal de 2014 entré en vigueur en 2015, et de la première circonscription de l'Aisne  pour les élections législatives, depuis le dernier découpage électoral de 2010.

### Administration municipale
| Période                                  | Période                   | Identité            | Étiquette | Qualité                                 |
| ---------------------------------------- | ------------------------- | ------------------- | --------- | --------------------------------------- |
| Les données manquantes sont à compléter. |                           |                     |           |                                         |
| avant 1878                               | après 1879                | Bourgeois           |           |                                         |
| mars 2001                                | 2014                      | Jean-Pierre Dehan   |           |                                         |
| 2014                                     | En cours (au 28 mai 2020) | Gilbert Moncourtois | DVD       | Retraité Réélu pour le mandat 2020-2026 |

## Démographie
L'évolution du nombre d'habitants est connue à travers les recensements de la population effectués dans la commune depuis 1793. Pour les communes de moins de 10 000 habitants, une enquête de recensement portant sur toute la population est réalisée tous les cinq ans, les populations de référence des années intermédiaires étant quant à elles estimées par interpolation ou extrapolation. Pour la commune, le premier recensement exhaustif entrant dans le cadre du nouveau dispositif a été réalisé en 2007.

En 2022, la commune comptait 248 habitants, en évolution de −0,8 % par rapport à 2016 (Aisne : −1,97 %, France hors Mayotte : +2,11 %).
| 1793 | 1800 | 1806 | 1821 | 1831 | 1836 | 1841 | 1846 | 1851 |
| ---- | ---- | ---- | ---- | ---- | ---- | ---- | ---- | ---- |
| 383  | 342  | 430  | 417  | 400  | 406  | 430  | 424  | 389  |

| 1856 | 1861 | 1866 | 1872 | 1876 | 1881 | 1886 | 1891 | 1896 |
| ---- | ---- | ---- | ---- | ---- | ---- | ---- | ---- | ---- |
| 312  | 359  | 295  | 300  | 289  | 285  | 256  | 245  | 216  |

| 1901 | 1906 | 1911 | 1921 | 1926 | 1931 | 1936 | 1946 | 1954 |
| ---- | ---- | ---- | ---- | ---- | ---- | ---- | ---- | ---- |
| 200  | 192  | 181  | 117  | 119  | 125  | 131  | 152  | 155  |

| 1962 | 1968 | 1975 | 1982 | 1990 | 1999 | 2006 | 2007 | 2012 |
| ---- | ---- | ---- | ---- | ---- | ---- | ---- | ---- | ---- |
| 156  | 146  | 151  | 163  | 202  | 213  | 242  | 246  | 255  |

| 2017 | 2022 | - | - | - | - | - | - | - |
| ---- | ---- | - | - | - | - | - | - | - |
| 250  | 248  | - | - | - | - | - | - | - |

## Lieux et monuments
- L'église Saint-Nicolas à Laval-en-Laonnois.

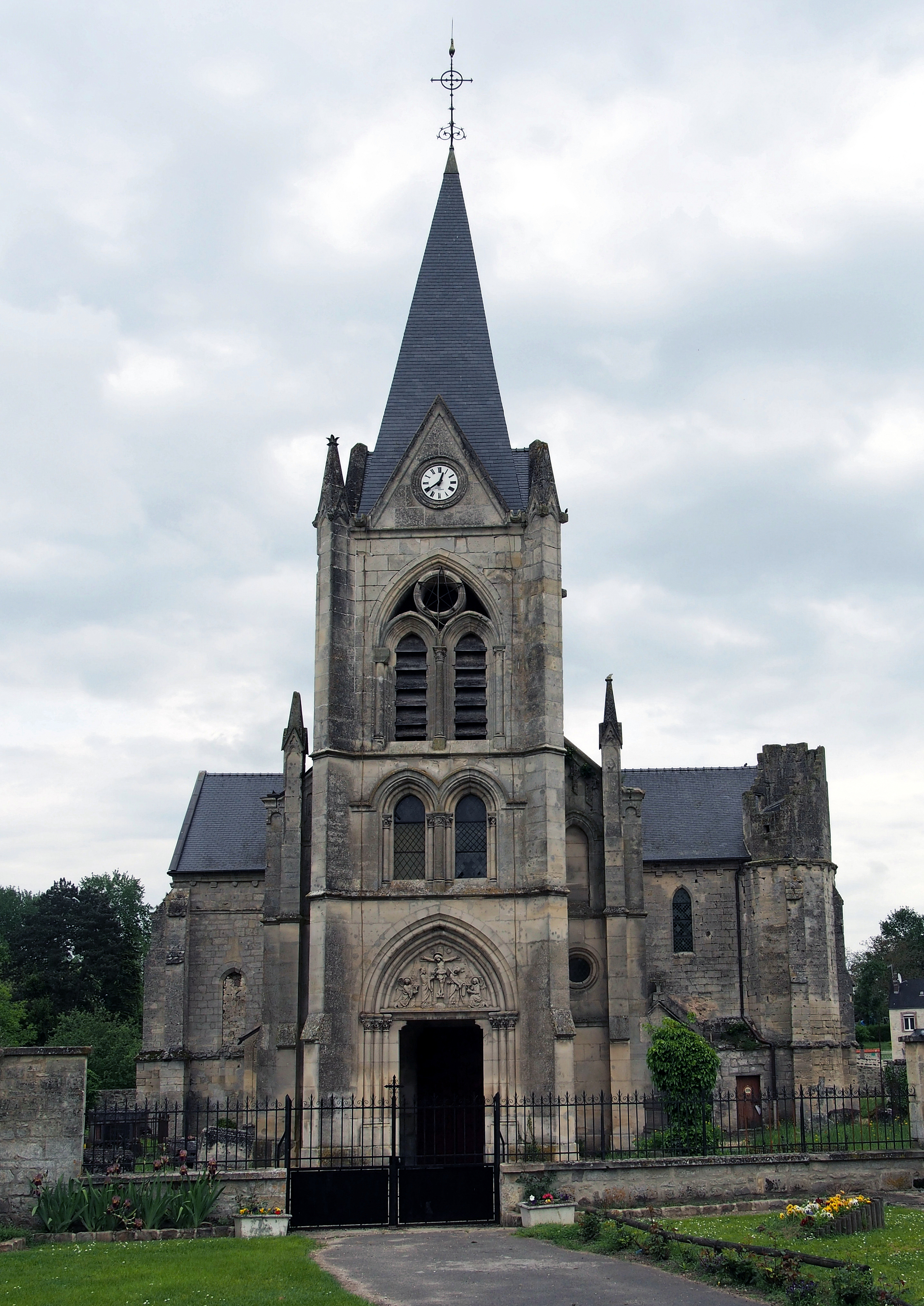
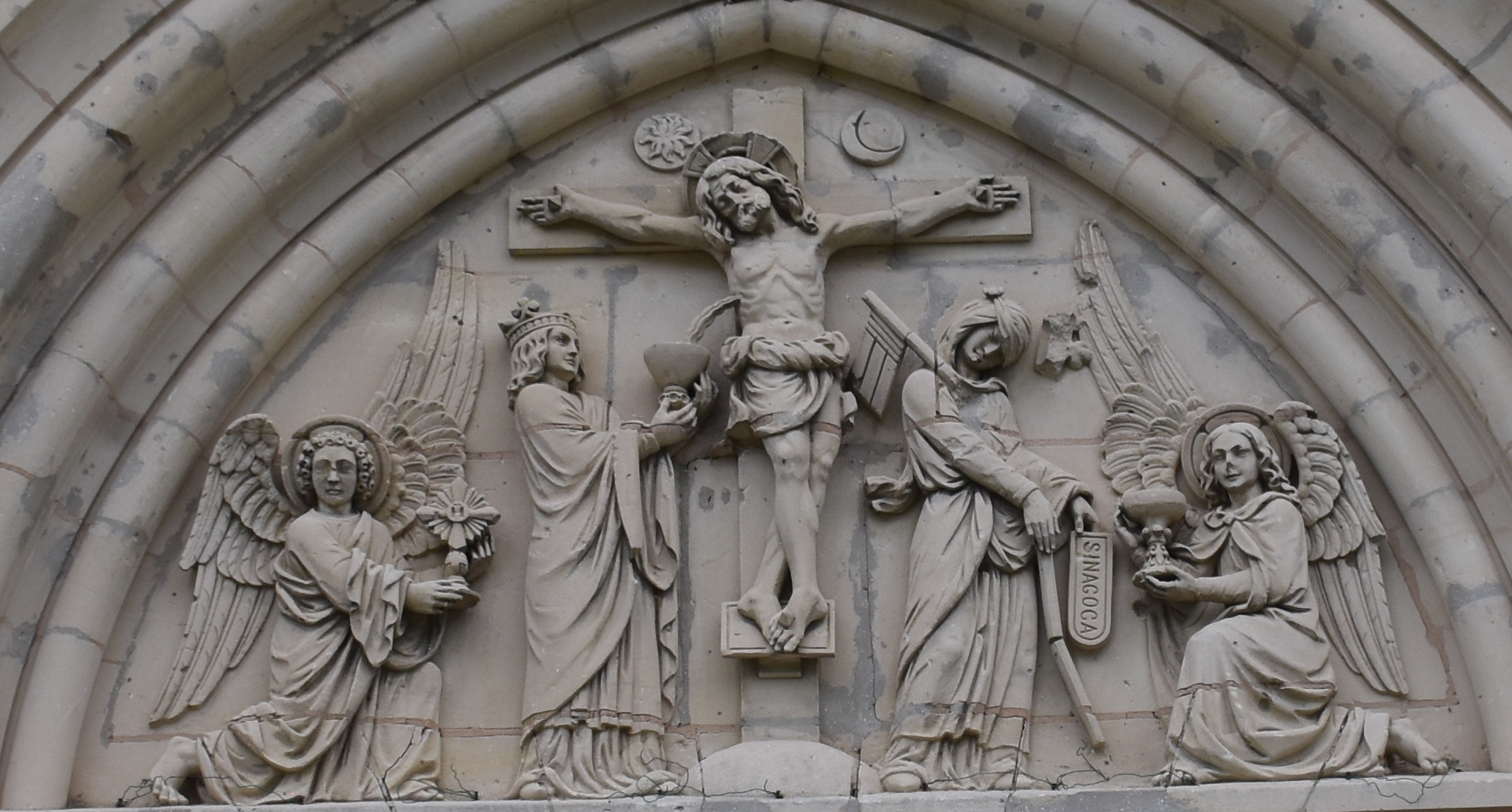
Le tympan.
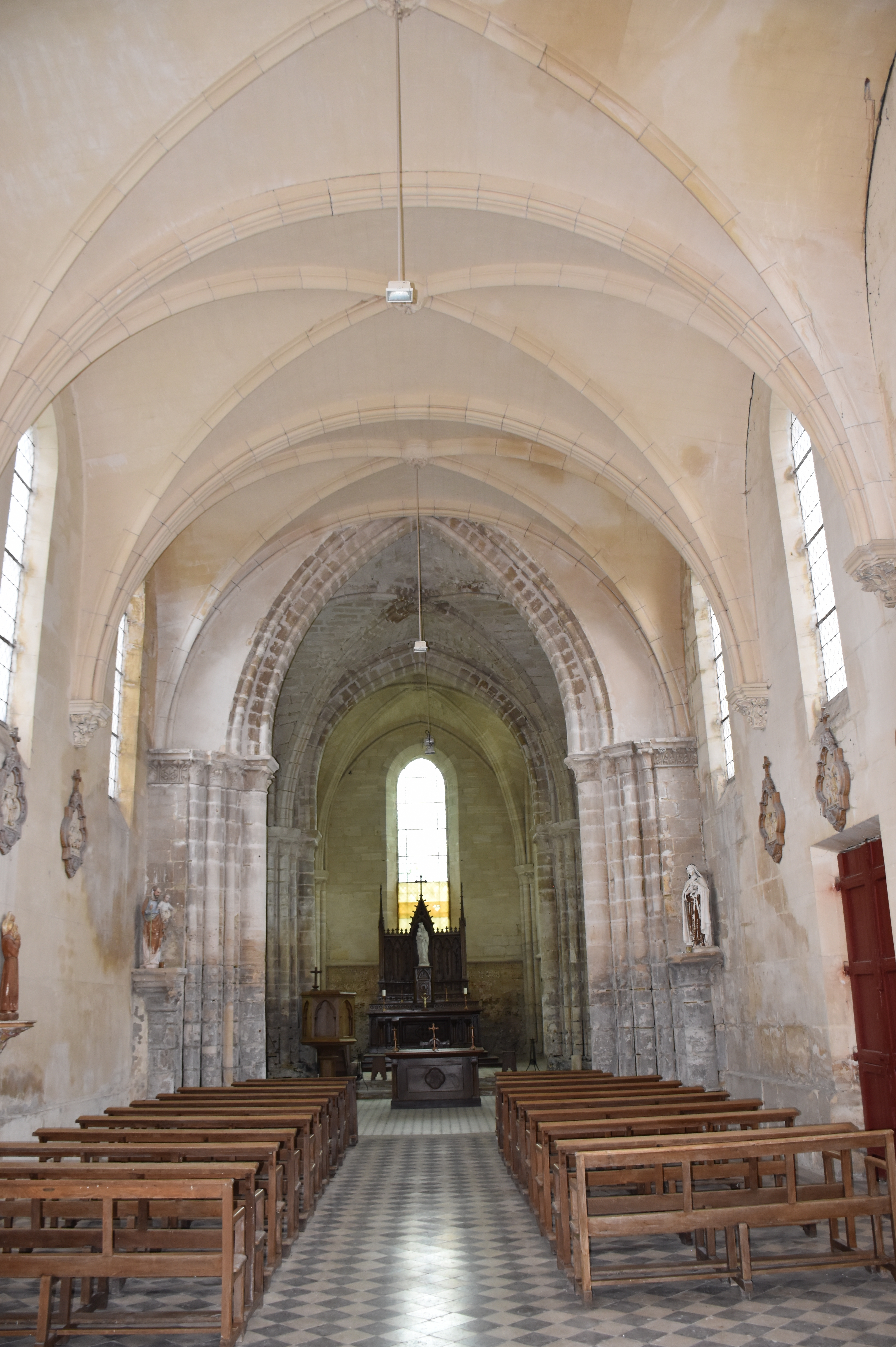
La nef.
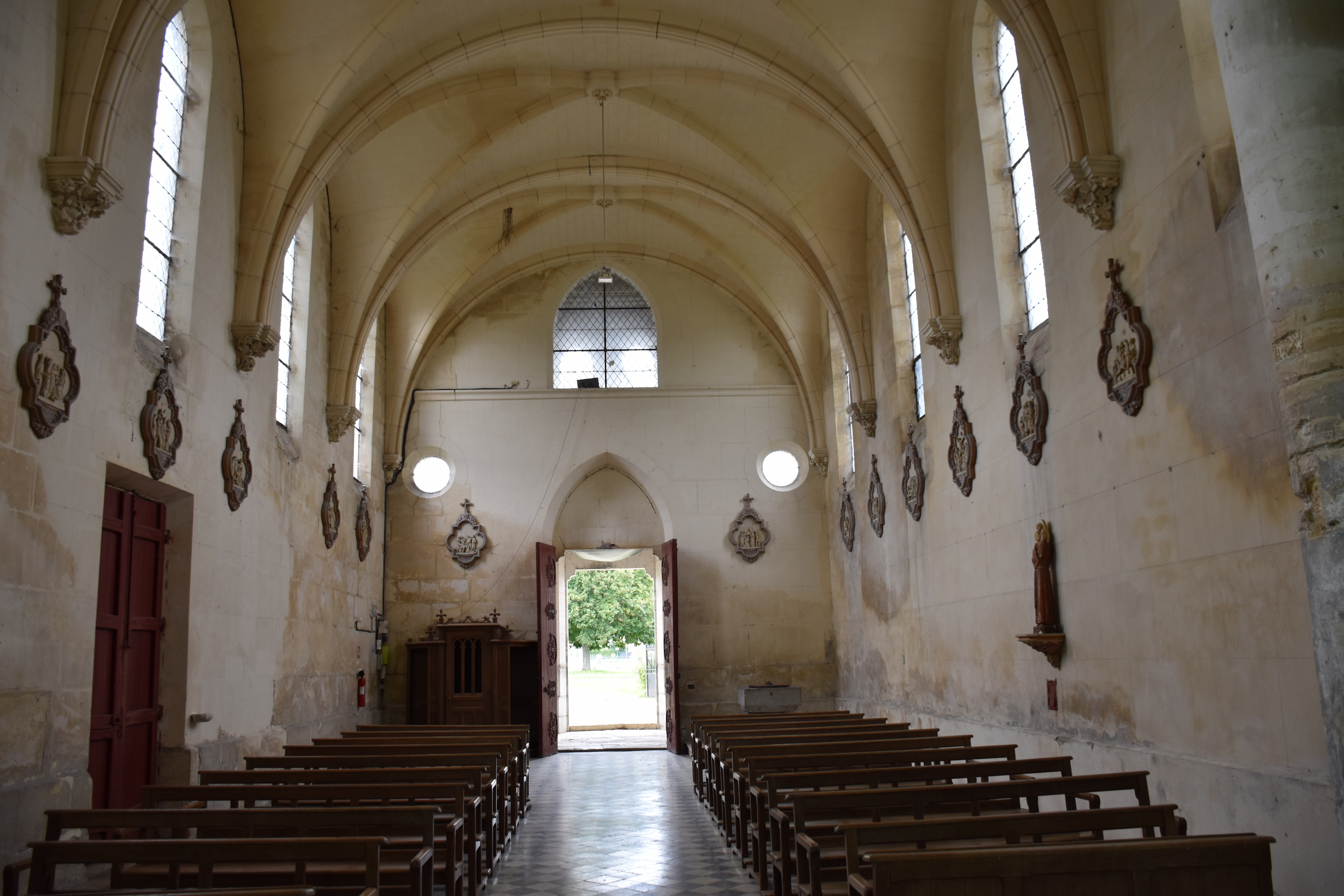
La nef côté porche.
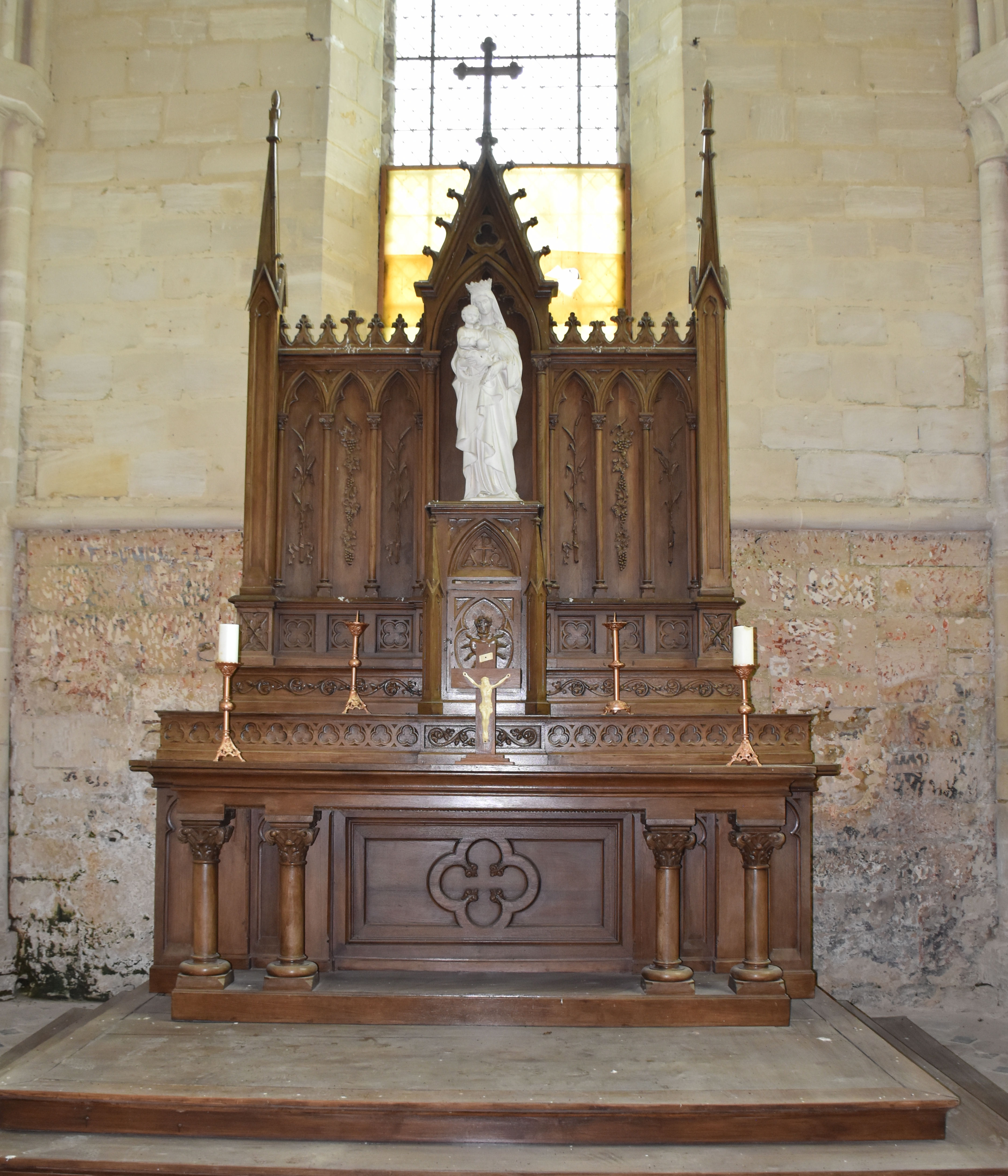
Le maître-autel.
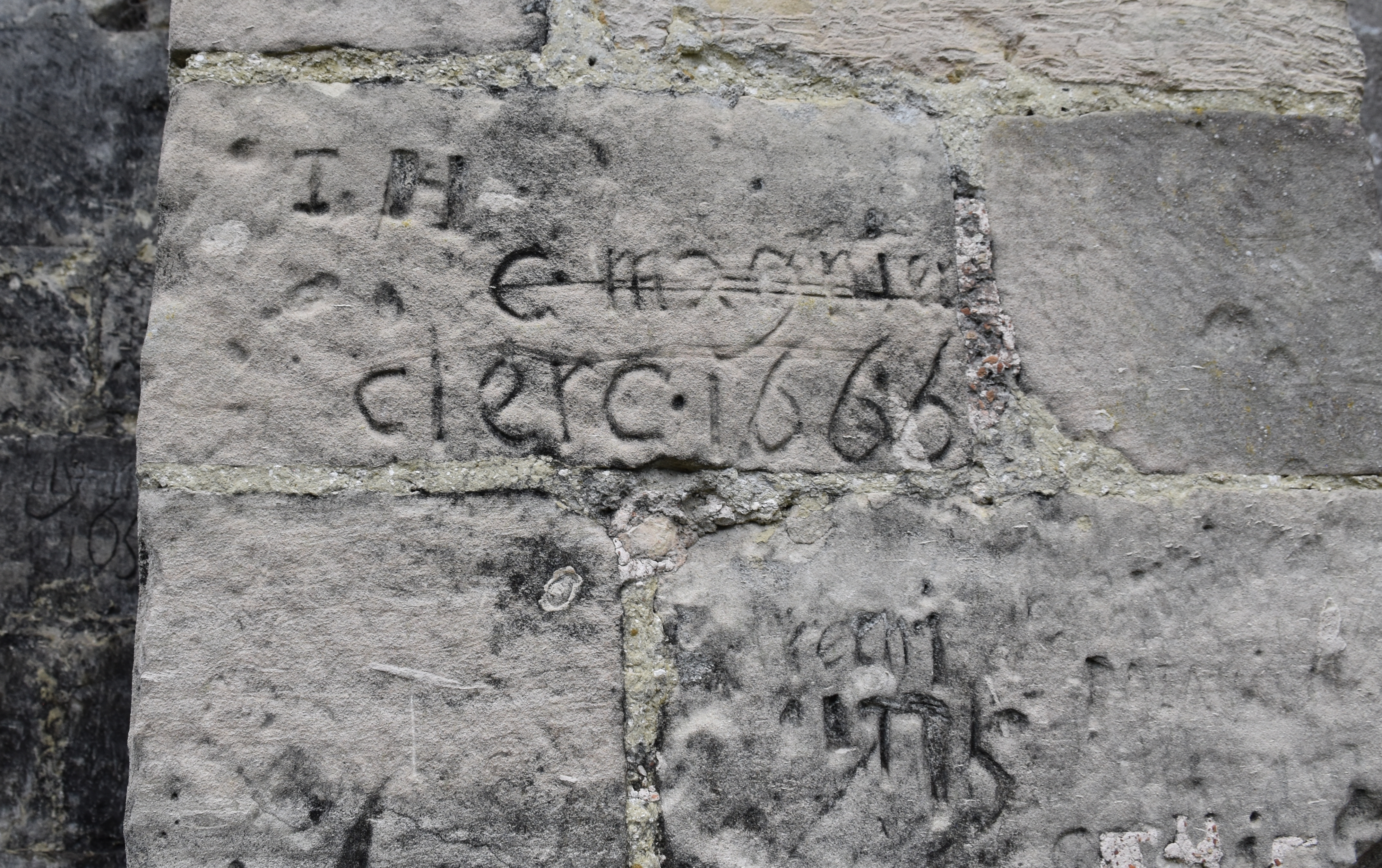
Graffiti de 1665.

### Cartes postales anciennes

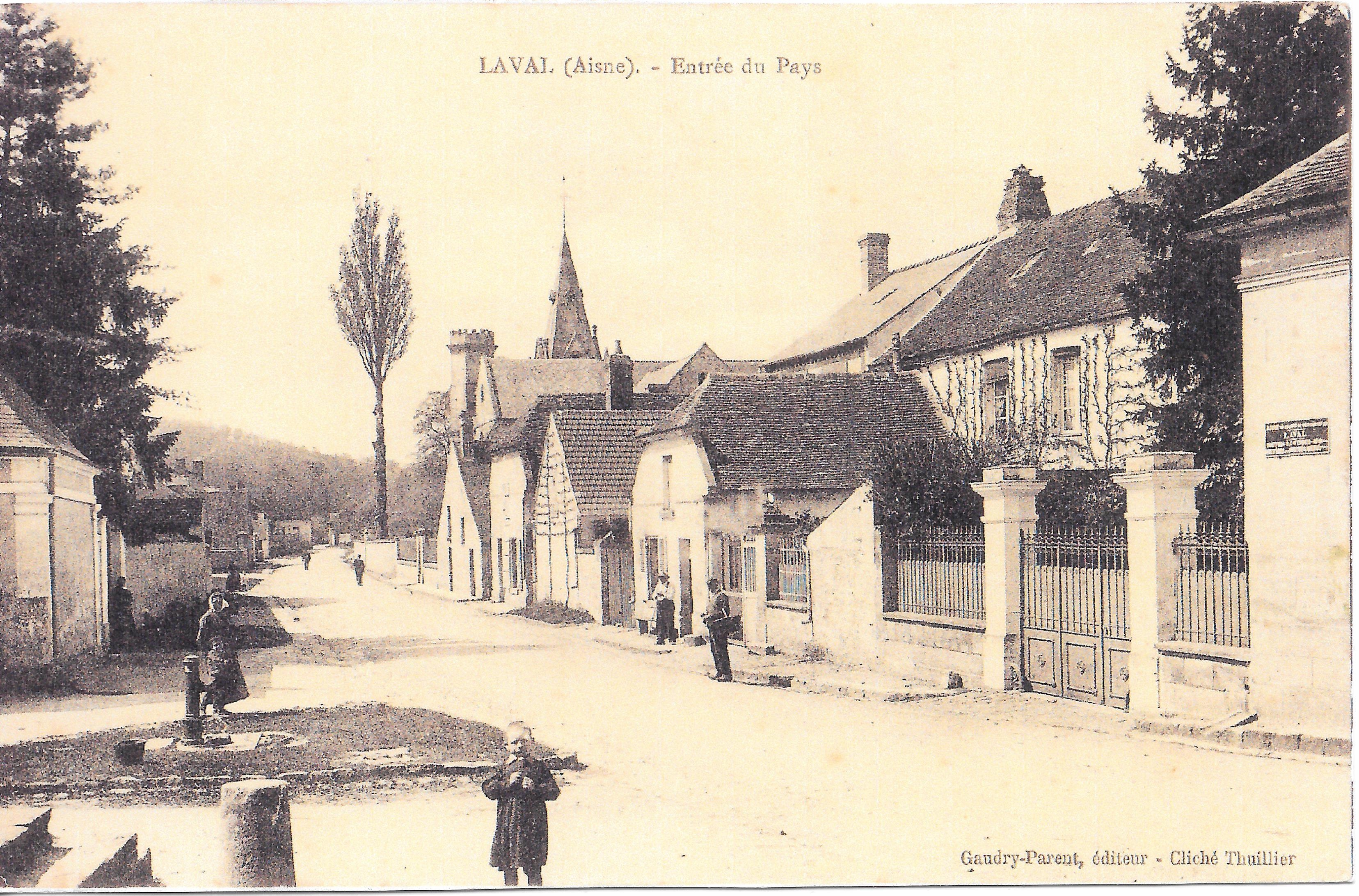
Entrée du village vers 1905.
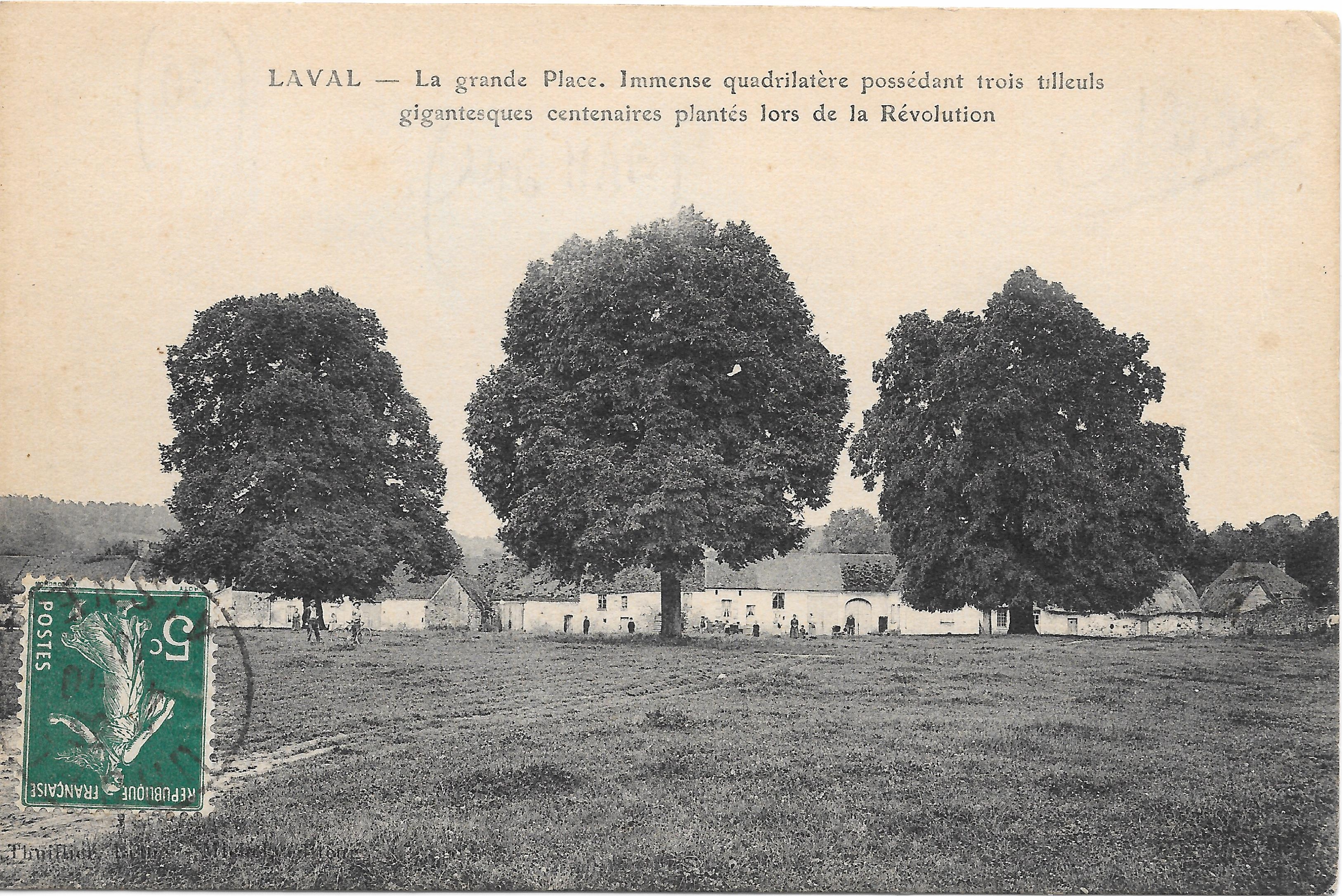
La place et les trois tilleuls "Arbre de la Liberté".
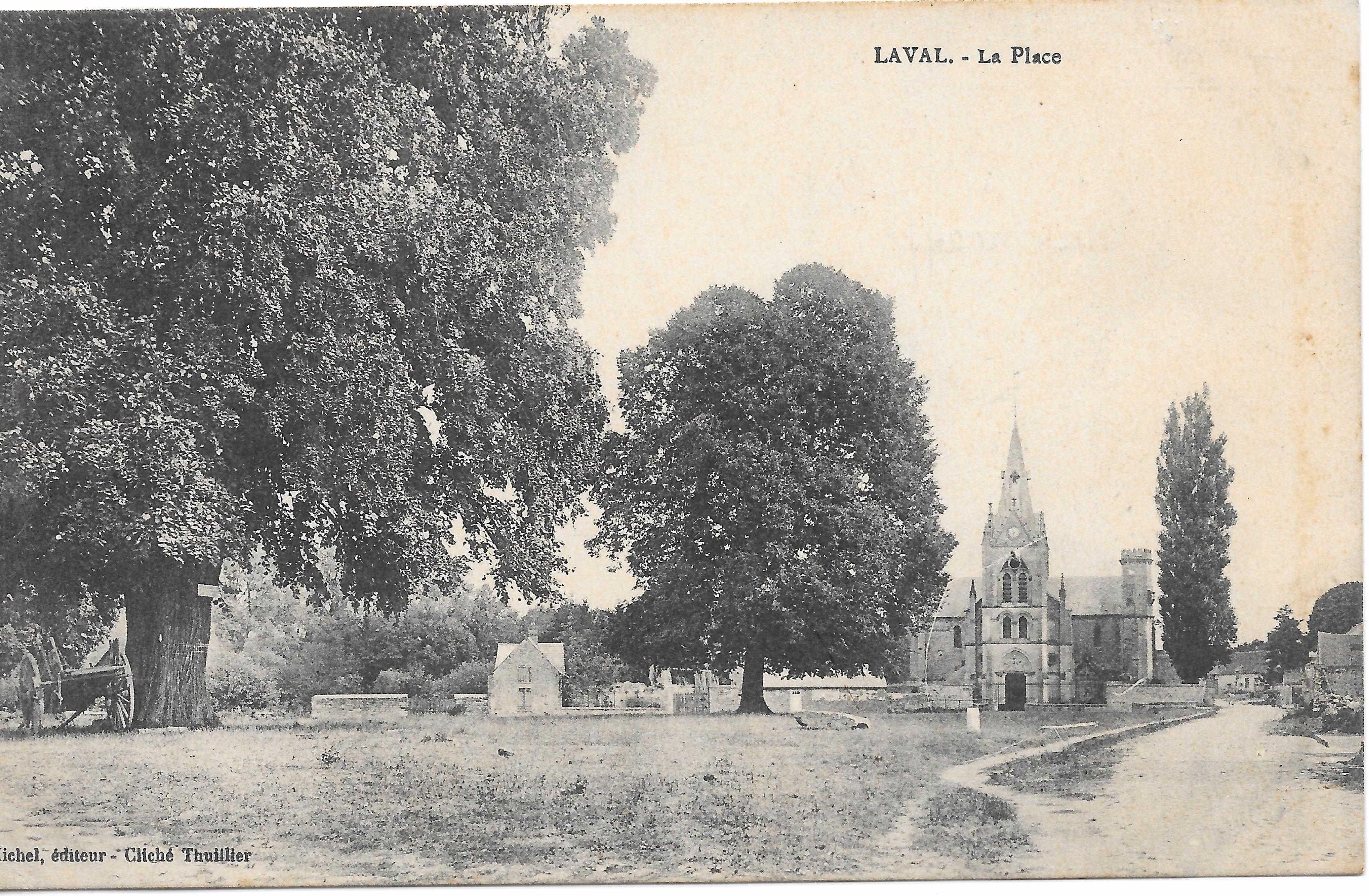
La place vers 1910.
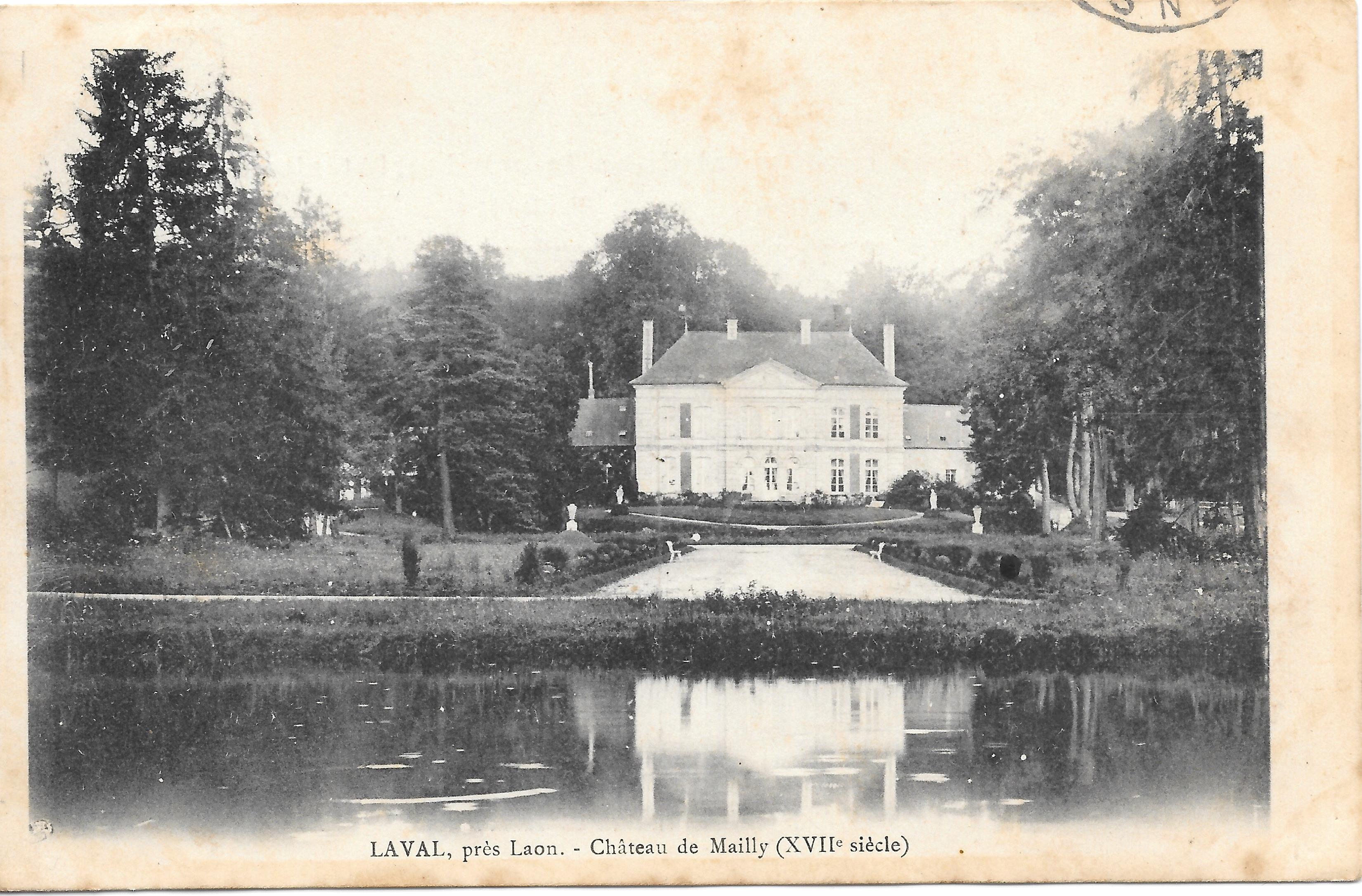
Le château vers 1905.
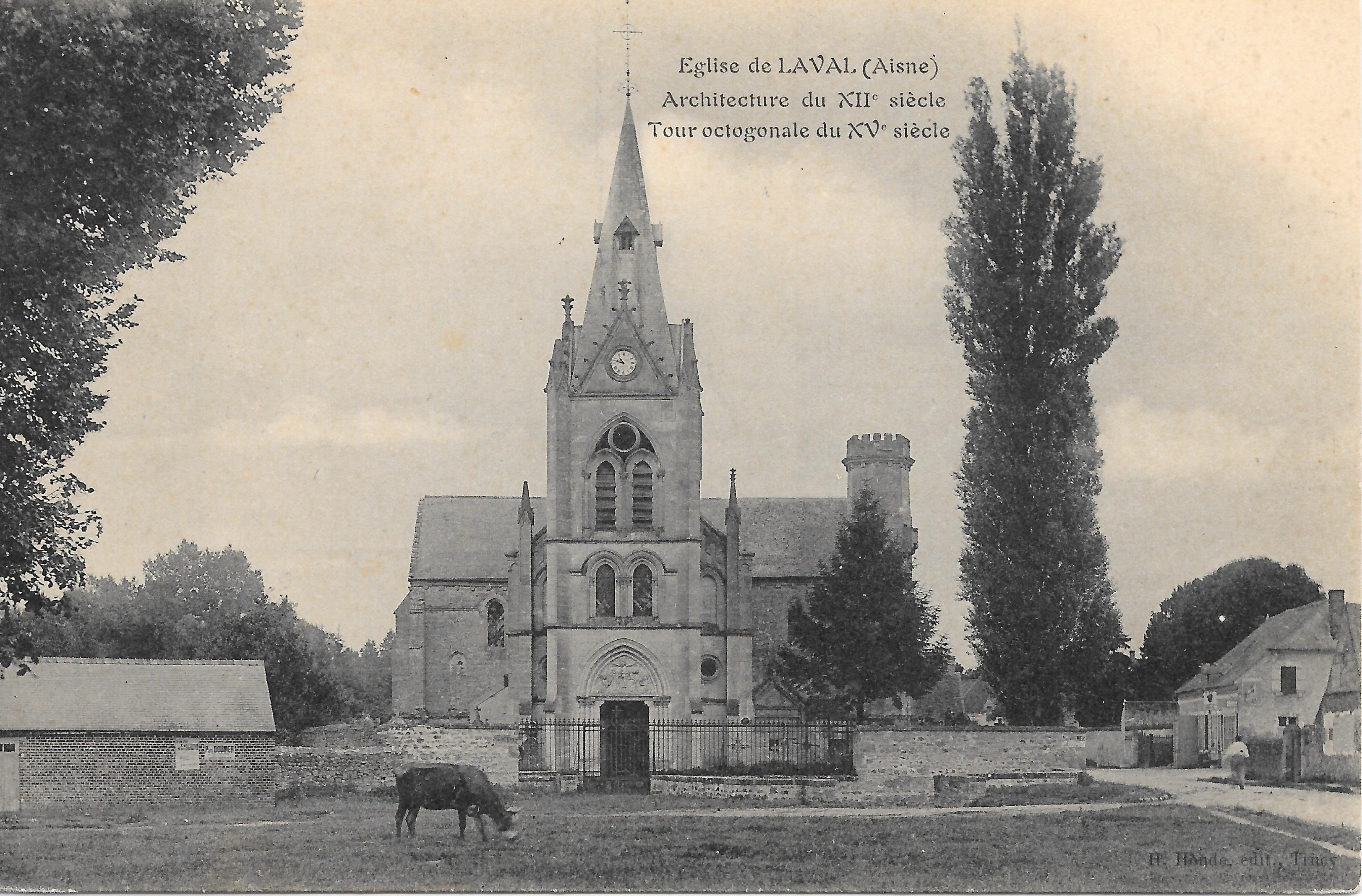
L'église vers 1907.
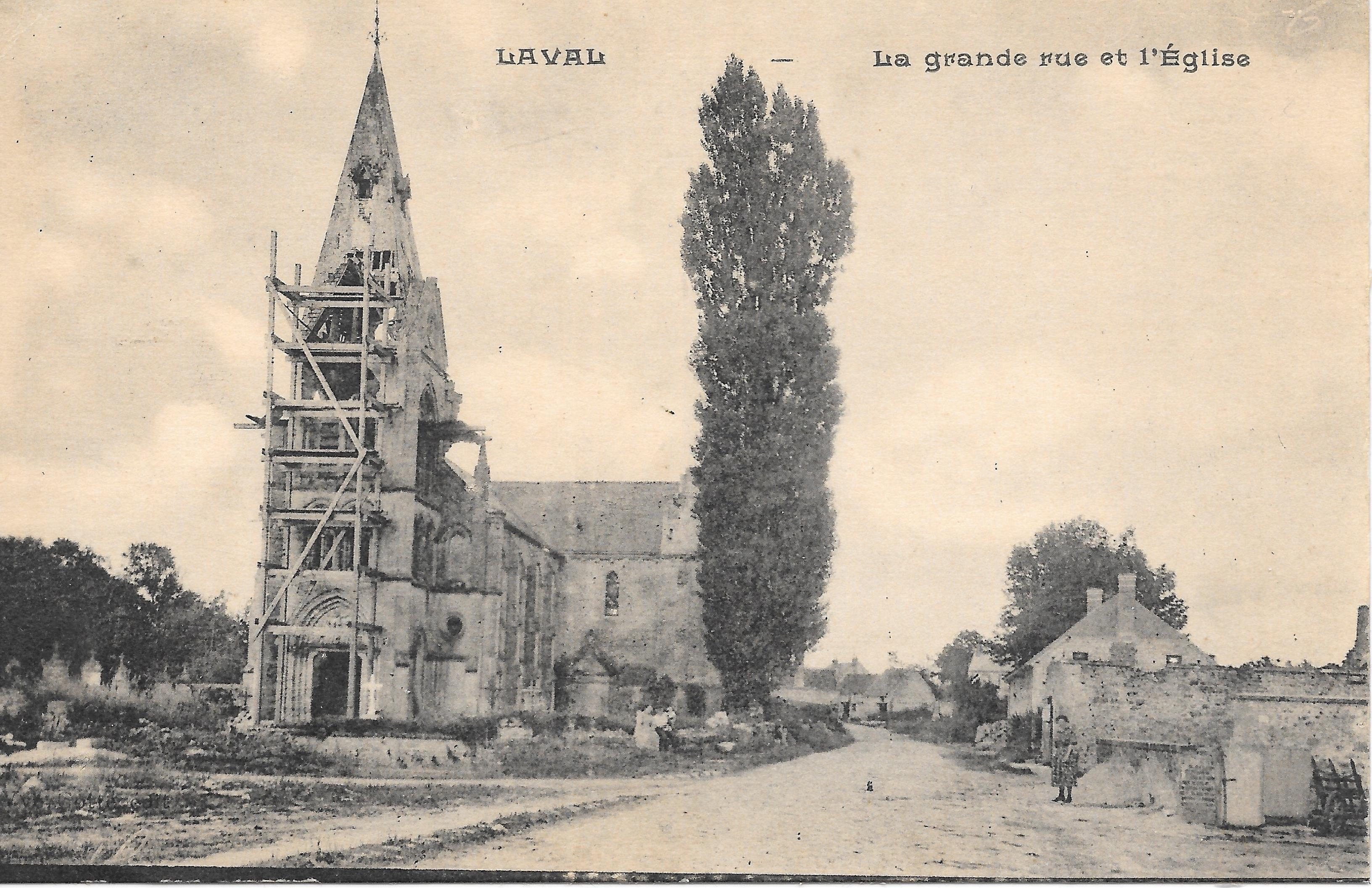
L'église en reconstruction vers 1925.